# Naturschutzgebiet Schürenbachtal
Das Naturschutzgebiet Schürenbachtal mit einer Flächengröße von 41,40 Hektar liegt zwischen Mülsborn und Schüren im Stadtgebiet von Meschede. Es wurde 2020 vom Kreistag des Hochsauerlandkreises mit dem Landschaftsplan Meschede als Naturschutzgebiet (NSG) ausgewiesen. Das heutige NSG gehörte von 1994 bis 2020 zum Landschaftsschutzgebiet Talraum des Schürenbaches und Nebental zwischen Mülsborn und Schüren.

## Gebietsbeschreibung
Beim NSG handelt es sich um ein zwar schmales und reizvolles Grünlandtal. Teilweise liegen enge Mäander im naturnahen Bachlauf. In größeren Abschnitten stehen Erlengalerien am Schürenbach. Auf Geländeböschungen im Grünland stocken standortgemäße Feldgehölze. Es sind nur wenige seitliche Zuflüsse vorhanden. Kleinere Quellbäche wie östlich des Berges Trivel oder nordwestlich des Osenberges versickern im Grünland. Nur 400 Meter oberhalb von Mülsborn mündet ein ausgeprägtes, namenloses Seitental von rechts ein, dessen Bachlauf schon im 19. Jahrhundert kurz vor dem Schürenbach in einen Parallelverlauf zu diesem bis Mülsborn verlegt wurde. Dieses Seitental hat eine sehr schmale, dennoch grünlandgenutzte Flanke zwischen Bach und rechtem Talrandweg. Im Seitental findet eine extensive Nutzung statt. Mit begleitenden Feldgehölzen stellt es ein außergewöhnliches Landschaftselement da. Um die Basis einer dauerhaften Grünlandnutzung zu vergrößern, wurde hier angrenzendes Grünland und ein umzuwandelnder Fichtenbestand in die Abgrenzung mit einbezogen. Wenig oberhalb dieser Taleinmündung quert die L 914 den Schürenbach, welche sonst am NSG-Rand verläuft.
Zum Reiz und dem Wert des NSG führt der Landschaftsplan auf: „Gerade hier öffnet sich – von Norden kommend – aber der Blick auf das kleinstrukturierte Flächenmosaik des Tales, das in seiner Vielfalt aus naturnahem Bachverlauf mit Mäandern und Uferabbrüchen, verschiedenartig ausgeprägten Gehölzbeständen, Feucht- und Magerweiden eine besondere landschaftliche Eigenart aufweist. Mit der Habitatvielfalt geht zumindest potenziell auch eine höhere Bedeutung für den Artenschutz einher; die Gebietsstruktur weist z. B. sowohl eine Eignung für gefährdete Offenlandarten als auch – als Nahrungshabitat – für streng geschützte Waldarten auf, deren Vorkommen aufgrund einiger ökologisch wertvoller Waldflächen in der Umgebung nahe liegt.“
Auf einer Fläche am Gutshof in Mülsborn ist eine gärtnerische Gestaltung und Nutzung weiter innerhalb des NSG erlaubt. Zwei Ackerflächen, eine im mittleren Haupttalzug und eine im  einbezogenen Seitental, sowie eine Fichtenfläche im Seitental sollen in eine möglichst extensive Grünlandnutzung überführt werden.

## Schutzzweck
Zum Schutzzweck des NSG führt der Landschaftsplan auf: „Erhaltung der besonderen Eigenart und hervorragenden Schönheit eines schmalen, die Waldlandschaft gliedernden Grünlandtales mit diverse anreichernden und belebenden Kleinstrukturen; Schutz des insgesamt ruhigen Offenlandtals mit repräsentativem Biotopinventar und einem naturnahen Fließgewässersystem als lokal wertvoller Refugial- und Vernetzungsbiotop; Optimierung des Gebietes durch Stützung der wertgebenden Grünlandnutzung und ggf. deren Extensivierung im Rahmen von Vertragsnaturschutzangebote.“